# Trofeo Ciudad de Almería
El Trofeo ciudad de Almería fue un Trofeo amistoso de verano disputado en la ciudad de Almería (España) desde los años 1977 a 1992. El Trofeo se disputaba en el estadio Franco Navarro. Anteriormente, se disputó otro trofeo en feria llamado "Trofeo Remasa", que se jugaba en el Campo de la Falange.
Posteriormente, desde 2001 hasta 2011 se jugó el Trofeo Memorial Juan Rojas que organizó la UD Almería.

## Antecedentes: El Trofeo Remasa
En 1971 comenzó a disputarse el "Trofeo Remasa", que tuvo cinco ediciones, siendo la última en 1975. Era un torneo que se disputaba en feria, jugándose en el campo de la Falange, que era de tierra. Dicho terreno de juego fue un hándicap a la hora de recibir a equipos de Primera División, participando únicamente la extinta UD Salamanca.

### Palmarés del Trofeo Remasa
| Año  | Edición | Campeón                   | Resultado    | Subcampeón                                                        |
| ---- | ------- | ------------------------- | ------------ | ----------------------------------------------------------------- |
| 1971 | I       | AD Almería                | 1-0          | Melilla CF                                                        |
| 1972 | II      | AD Almería                | cuadrangular | Sevilla Atlético Motril CF Agrupación Deportiva Ceuta Fútbol Club |
| 1973 | III     | Huracán de Montevideo     | triangular   | AD Almería Rayo Vallecano                                         |
| 1974 | IV      | Elche CF                  | triangular   | AD Almería Gimnástica Torrelavega                                 |
| 1975 | V       | Unión Deportiva Salamanca | triangular   | AD Almería Real Jaén                                              |

### Campeones del Trofeo Remasa
| Equipo                | Títulos | Ediciones   |
| --------------------- | ------- | ----------- |
| AD Almería            | 2       | 1971 y 1972 |
| Huracán de Montevideo | 1       | 1973        |
| Elche CF              | 1       | 1974        |
| UD Salamanca          | 1       | 1975        |

## Palmarés
| Año       | Edición      | Campeón           | Resultado  | Subcampeón                                   |
| --------- | ------------ | ----------------- | ---------- | -------------------------------------------- |
| 1977      | I            | UD Las Palmas     | 1-0        | AD Almería                                   |
| 1978      | II           | UD Las Palmas     | 2-0        | AD Almería                                   |
| 1979      | III          | CD Cruz Azul      | 2-1        | UD Las Palmas                                |
| 1980      | IV           | AD Almería        | triangular | Selección de fútbol de Honduras CD Cruz Azul |
| 1981      | V            | AD Almería        | triangular | PFC Lokomotiv Sofia FAR Rabat                |
| 1982      | VI           | Granada CF        | triangular | UD Las Palmas AD Almería                     |
| 1983      | VII          | CP Almería        | triangular | CD Motril CD Baza                            |
| 1984      | VIII         | Granada CF        | triangular | Rayo Vallecano CP Almería                    |
| 1985      | IX           | Real Murcia       | 2-0        | CP Almería                                   |
| 1986      | No disputado | -                 | -          | -                                            |
| 1987      | X            | CP Almería        | triangular | Club Polideportivo Ejido CD Roquetas         |
| 1988-1991 | No disputado | -                 | -          | -                                            |
| 1992      | XI           | Albacete Balompié | 3-2        | CP Almería                                   |

## Campeones
| Equipo            | Títulos | Ediciones   |
| ----------------- | ------- | ----------- |
| UD Las Palmas     | 2       | 1977 y 1978 |
| AD Almería        | 2       | 1980 y 1981 |
| Granada CF        | 2       | 1982 y 1984 |
| CP Almería        | 2       | 1983 y 1987 |
| CD Cruz Azul      | 1       | 1979        |
| Real Murcia       | 1       | 1985        |
| Albacete Balompié | 1       | 1992        |